# Empis kasparyani
Empis kasparyani är en tvåvingeart som beskrevs av Igor Shamshev 1998. Empis kasparyani ingår i släktet Empis och familjen dansflugor. Inga underarter finns listade i Catalogue of Life.